# Thomas Graham
Thomas Graham (20. prosinec 1805, Glasgow – 16. září 1869) byl skotský chemik. Je označován za objevitele dialýzy.

## Život
Studoval v Glasgowě a v Edinburghu. V roce 1830 se stal profesorem chemie na Andersonian University v Glasgowě, roku 1837 na universitě v Londýně. Roku 1855 se vzdal pedagogické činnosti a přijal úřad ředitele státní mincovny. Byl zakladatelem a prvním předsedou Chemické společnosti, členem Královské společnosti, dopisovatelem pařížské akademie věd, čestným členem akademie berlínské, turínské, mnichovské, washingtonské ad.
Objevil zákony difúze plynů a kapalin a rozdělil dle této vlastnosti tělesa na koloidy a krystaloidy. Při studiu zákonů difúze předpověděl jejich využití v lékařství a právě proto je mu připisován principielní objev dialýzy. Objevil též, že kovy pohlcují a zhušťují plyny a udržují je i ve vakuu. Nazval tuto vlastnost okluzí. Objasnil strukturu kyseliny fosforečné a vzájemný vztah mezi kyselinami orthofosforečnou, pyrofosforečnou a metafosforečnou. K jeho omylům patřilo, když prohlásil vodík za kov.